# 西池町
西池町（にしいけちょう）とは、宮崎県宮崎市内の地名。中央西地域自治区に属している。郵便番号は880-0027。2023年現在、住居表示実施地域である。

## 地理
宮崎市の中心部、中央西地域自治区に属す。住宅が立ち並ぶほか、文教地区の一角をなす。
北を花殿町、東を原町、南を清水1丁目 - 3丁目、西を中津瀬町と接する。

## 歴史
- 1969年 - 中津瀬町・清水町・花殿町をもって西池町が成立。町名の由来は宮崎市立西池小学校の辺りに江平西池があったことに由来する。

## 世帯数と人口
2023年（令和5年）8月1日現在の世帯数と人口は以下の通りである。
| 町丁   | 世帯数  | 人口  |
| ------ | ------- | ----- |
| 西池町 | 312世帯 | 637人 |

## 小・中学校の学区
市立小・中学校に通う場合、学区は以下の通りとなる。
| 町名   | 小学校             | 中学校               |
| ------ | ------------------ | -------------------- |
| 西池町 | 宮崎市立西池小学校 | 宮崎市立宮崎西中学校 |

## 交通

### バス
宮交グループの運営するバスが営業している。

## 施設
- 宮崎市立西池小学校